# Larisa Tămaș
Larisa Ecaterina Tămaș (n. 16 mai 1994, în Baia Mare) este o handbalistă română care, din vara anului 2021, joacă pentru clubul CSM Deva pe postul de intermediar stânga. Din anul 2015, Tămaș a evoluat la HC Zalău și și-a prelungit contractul cu această echipă în 2017. În sezonul 2018-2019, Tămaș a evoluat la Corona Brașov, sezonul 2019-2020 pentru CS Minaur Baia Mare iar în sezonul 2020-2021 pentru CSM Slatina.

## Palmares
- Liga Națională: 
  -  Medalie de bronz: 2017

- Cupa EHF:
  - Sfert-finalistă: 2018